# Église Saint-Gabriel-de-l'Addolorata à Rome
L'église Saint-Gabriel-de-l'Addolorata (en italien : chiesa di San Gabriele dell'Addolorata) est une église romaine située dans le quartier Don Bosco à l'angle de la via Ponzio Cominio et du largo San Gabriele. Elle est dédiée à Gabriel de l'Addolorata.

## Historique
L'église, l'une des plus récentes de Rome, a été construite du 6 mai 2007 (pose de la première pierre par le cardinal Ruini en présence du maire de Rome, Walter Veltroni) à 2009 sur les plans de l'architecte Gianni Testa. Elle est consacrée siège paroissial le 28 février 2010 par le cardinal Agostino Vallini.
Elle est dédiée à Francesco Possenti (1838-1862), devenu religieux sous le nom de Gabriel de l'Addolorata au sein de la Congrégation de la Passion de Jésus-Christ, canonisé en 1920 et devenu patron des Abruzzes.